# Понгара (національний парк)
Національний парк Понгара — національний парк у Габоні, розташований поблизу столиці Лібревіля, на південній стороні Габонського лиману на березі Атлантичного океану. Займає площу 929 км 2. Національний парк складається в основному з вологих тропічних лісів і мангрових лісів.

## Опис
Територія парку переважно вкрита лісом і охоплює різні середовища проживання, включаючи мангрові ліси, болотні ліси, річкові ліси та сезонно затоплені ліси. Крім того, в парку є довга смуга піщаного пляжу та трохи трав’янистої савани. Декілька річок, таких як Річка Рембуе, Річка Ігомбіне та Річка Гомгуе, протікають через парк і впадають у затоку.

## Флора
У мангрових лісах переважають види Avicennia та Rhizophora, а також папороть золотиста шкіряста ( Acrostichum aureum ). Ці види допомагають стабілізувати середовище існування та сповільнити припливи. Люди живуть тут принаймні з епохи неоліту та збирають деревину, вирощують маніок і банани, полюють і ловлять рибу. 

## Тваринний світ
Слони, горили,різні види мавп, буйволи, дуїкери та шимпанзе присутні в тропічних лісах, морські черепахи бісса, зелені морські черепахи і оливкові морські черепахи відвідують лиман, а пляжі використовуються шкірясті морські черепахи для гніздування. Лиман відвідує багато перелітних птахів, тут зимує до 10 000 куликів.

## Зовнішні посилання
- Віртуальний тур по національних парках